# Alina Anatoljewna Kaschlinskaja
Alina Anatoljewna Kaschlinskaja (russisch Алина Анатольевна Кашлинская; * 28. Oktober 1993 in Moskau) ist eine polnische, ehemals russische Schachspielerin. Sie trägt die Titel Großmeister der Frauen (WGM) und Internationaler Meister (IM). Kaschlinskaja wurde 2019 Europameisterin der Frauen.

## Karriere
Kaschlinskaja wurde in Moskau geboren und begann im Alter von 7 Jahren mit dem Schachspiel. Ihre erste Trainerin war Ljudmila Saizewa, später wurde sie von den Großmeistern Waleri Tschechow und Sergei Archipow unterrichtet.
Bei der Schacholympiade 2010 in Chanty-Mansijsk spielte Kaschlinskaja für die zweite russische Frauenmannschaft und gewann mit einer Elo-Performance von 2327 und 5,5 Punkten aus 9 Partien eine individuelle Silbermedaille als zweitbeste Spielerin an Brett 5.
Bei der Jugendweltmeisterschaft in der U18 weiblich in Caldas Novas, Brasilien, wurde Kaschlinskaja hinter Meri Arabidse Vizeweltmeisterin. Im April 2013 gewann Kaschlinskaja die russische Jugendmeisterschaft der Frauen (U21). 2015 belegte Kaschlinskaja den dritten Platz bei der Europameisterschaft der Damen. Im Oktober 2018 gewann Kaschlinskaja die Damenwertung des Isle-of-Man-Opens und erspielte dabei ihre erste Großmeisternorm.
Bei der Schach-Europameisterschaft der Frauen 2019 im türkischen Antalya gewann Kaschlinskaja dank der besseren Feinwertung gegenüber Marie Sebag, Elisabeth Pähtz, Inna Gaponenko und Antoaneta Stefanowa mit acht Punkten aus elf Partien den Titel.

## Vereine
In der russischen Mannschaftsmeisterschaft der Frauen spielte Kaschlinskaja von 2011 bis 2017 fast durchgehend (2013 trat sie für AGU Beloretschensk an) für die Auswahl von RGSU Moskau, mit der sie 2011, 2015 und 2016 den Titel gewann. Sie nahm mit der Mannschaft außerdem in den Jahren 2011, 2012 sowie 2014 bis 2017 am European Club Cup der Frauen teil, dabei erreichte sie mit der Mannschaft 2014 den dritten Platz, in der Einzelwertung gelang ihr 2011 das beste Ergebnis am Reservebrett und 2014 das zweitbeste Resultat an Brett 4.
Seit 2014 spielt Kaschlinskaja in der deutschen Schachbundesliga der Frauen für den SK Schwäbisch Hall. In der chinesischen Mannschaftsmeisterschaft spielte sie 2017 für Shenzhen.

## Privat

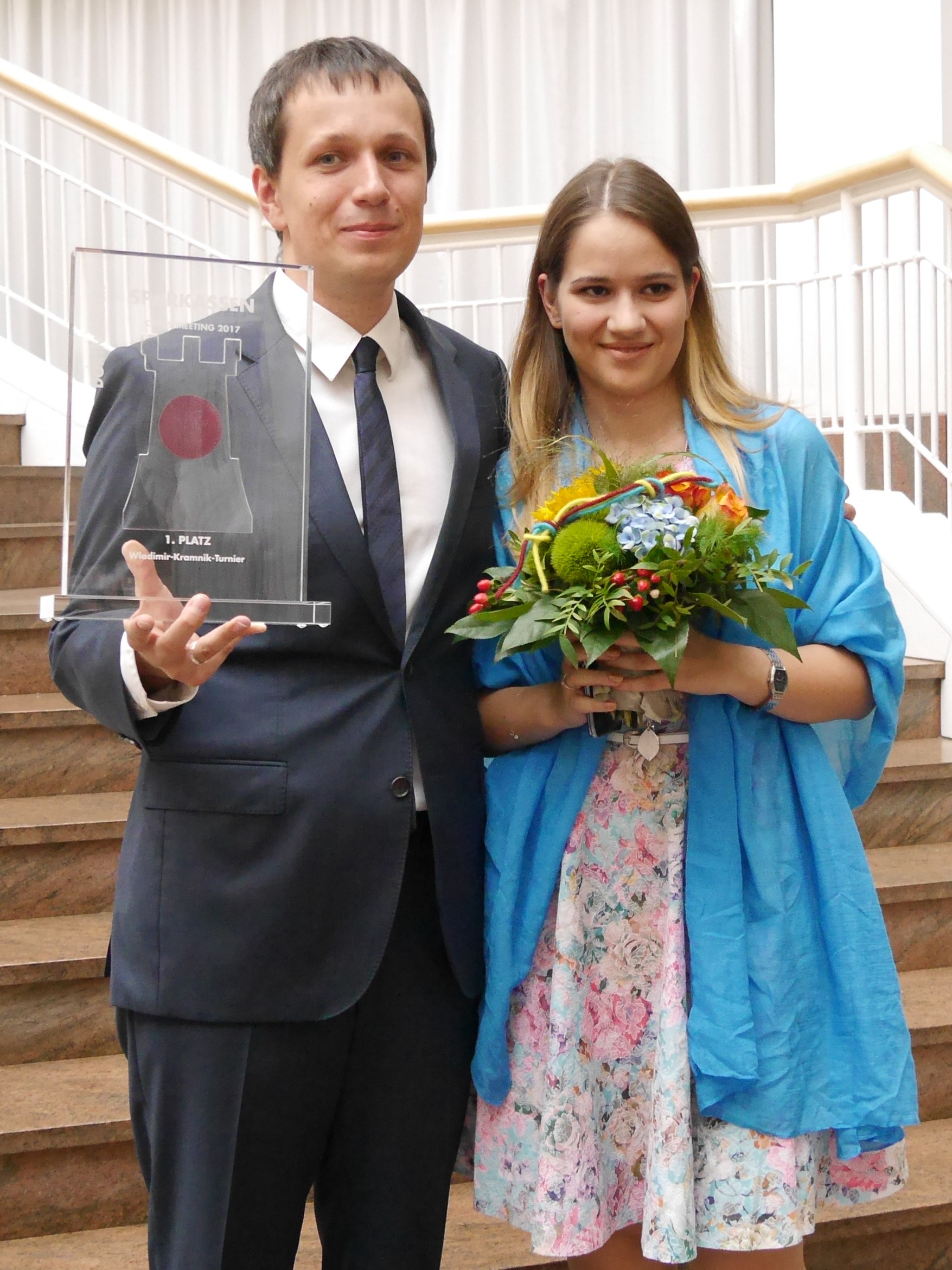
Wojtaszek und Kaschlinskaja in Dortmund (2017)

Kaschlinskaja ist seit 2015 mit dem polnischen Schachgroßmeister Radosław Wojtaszek verheiratet.